# 哈雷尔草原植物区
哈雷尔草原植物区（英語：Harrell Prairie Botanical Area）或哈雷尔草原山丘（Harrell Prairie Hill）是一处160英畝（65公頃）的高草草原自然保护区，位于比恩维尔国家森林内、靠近密西西比州福利斯特的地方。它是密西西比州杰克逊草原带为数不多的残存。1976年5月，它被宣布成为国家自然地标，1980年又被国家森林局宣布成为植物区。